# Microscopi electrònic de transmissió

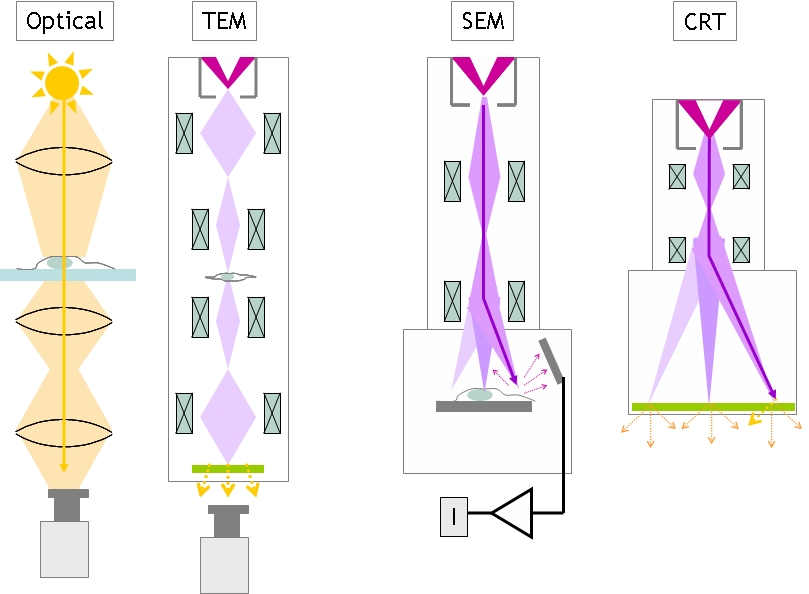
Comparativa entre microscopis.

Un microscopi electrònic de transmissió (MET, oTEM, de l'anglès transmission electron microscope) és un microscopi que utilitza un feix d'electrons per visualitzar un objecte. La potència amplificadora d'un microscopi òptic està limitada per la longitud d'ona de la llum visible. Atès que els electrons tenen una longitud d'ona molt menor que la de la llum visible, el MET permet ampliar la imatge fins a centenars de milers augments. A més d'altres aplicacions, com ara la nanoenginyeria, aquest microscopi s'utilitza en biologia i especialment en microbiologia, ja que permet observar l'estructura interna de les cèl·lules i l'estructura dels virus.

## Estructura i funcionament
Les parts principals són:
- Canó d'electrons, que emet els electrons que xoquen contra l'objecte, creant una imatge augmentada.
- Lents magnètiques per crear camps que dirigeixen i enfoquen el feix d'electrons, ja que les lents convencionals utilitzades als microscopis òptics no funcionen amb els electrons.
- Sistema de buit és una part molt important del microscopi electrònic. A causa que els electrons poden ser desviats per les molècules de l'aire, s'ha de fer un buit gairebé total en l'interior d'un microscopi d'aquestes característiques.
- Placa fotogràfica o pantalla fluorescent que es col·loca darrere de l'objecte a visualitzar per registrar-hi la imatge augmentada.
- Sistema de registre que mostra la imatge que produeixen els electrons, que sol ser un ordinador.

El microscopi electrònic de transmissió emet un feix d'electrons dirigit cap a la mostra que es desitjar observar ampliada. La mostra es munta damunt d'una graella de coure, que permet el pas dels electrons,en comptes del portaobjectes de vidre del microscopi òptic. I per augmentar el contrast es fan servir metalls pesants en comptes de colorants. Una part dels electrons reboten o són absorbits per l'objecte i d'altres el travessen formant una imatge augmentada de la mostra.
Per utilitzar un microscopi electrònic de transmissió s'ha de tallar la mostra en capes ultrafines, perquè els electrons tenen poc poder de penetració. La imatge produïda pel microscopi electrònic de transmissió s'anomena micrografia electrònica de transmissió.

## Història
El primer microscopi electrònic de transmissió va ser desenvolupat entre 1931 i 1933 per Ernst Ruska i els seus col·laboradors. L'òptica bàsica d'aquest primer microscopi electrònic es manté fins als nostres dies; els canvis als microscopis moderns consisteixen a addicionar més lents per incrementar l'àmbit d'augments i donar-li major versatilitat. El primer microscopi electrònic de transmissió comercial el va construir Siemens el 1939.